# Copidosoma autumnale
Copidosoma autumnale is een vliesvleugelig insect uit de familie Encyrtidae. De wetenschappelijke naam is voor het eerst geldig gepubliceerd in 1983 door Myartseva.